# Les Patineurs
Les Patineurs è un balletto da un atto coreografato da Frederick Ashton con la musica composta da Giacomo Meyerbeer e arrangiata da Constant Lambert. Con lo scenario e i costumi disegnati da William Chappell, è stato presentato per la prima volta dalla Royal Ballet al Teatro Sadler's Wells a Londra il 16 febbraio 1937.

## Sinopsi
Il balletto raffigura una festa vittoriana di pattinaggio che si svolge su uno stagno ghiacciato in una sera d'inverno, il quale viene separato dai boschi innevati mediante un semicerchio di tralicci ad arco dipinto di bianco. Sopra invece ci sono delle lanterne cinesi colorate che fanno luce sul rivestimento del palcoscenico di tela bianca per simulare il ghiaccio e illuminare quei boschi. 
I primi pattinatori ad entrare sono quattro coppie vestite con delle giacche marroni, le quali verranno presto raggiunte da altre persone: due ragazze che indossano giacche blu con dei cappellini, due ragazze che indossano giacche rosse con dei cappellini, una ragazza e un ragazzo vestiti in bianco, e un ragazzo vestito di blu. 
Questo bel gruppo di giovani danzano insieme in varie combinazioni scivolando, saltando e roteando solo fino a quando la neve non inizia a cadere e l'ultimo ragazzo che è arrivato rimane da solo a roteare.

## Cast originale
Con un cast di sole 15 persone, Les Patineurs è in realtà un divertissement: semplicemente i ballerini procedono in sequenze dall'inizio alla fine senza nessuno sviluppo narrativo. All'anteprima, i primi ballerini, cioè la Coppia Bianca, erano Margot Fonteyn e Robert Helpmann. Le Ragazze Blu erano Mary Honer e Elizabeth Miller; le Ragazze Rosse erano June Brae e Pamela May; infine Harold Turner era il Ragazzo Blu, il solista del gruppo. Le Ragazze Marroni erano Gwenyth Matthews, Joy Newton, Peggy Mellus e Wenda Horsburgh, le quali erano affiancate da Richard Ellis, Leslie Edwards, Michael Somes e Paul Raymond nelle vesti dei Ragazzi Marroni.

## Divertissement
Le sequenze del divertissement, che durano ognuna circa 25 minuti, sono in quest'ordine: 
- entrée e pas de huit delle coppie marroni;
- pas de patineurs delle Ragazze Blu insieme alle coppie marroni;
- pas seul del Ragazzo Blu;
- pas de deux della coppia bianca;
- ensemble, de suite par groupe di tutto il cast;
- pas de trois del Ragazzo Blu con le Ragazze Blu;
- pas de deux filles delle Ragazze Rosse;
- pas de six dei Ragazzi Marroni insieme alle Ragazze Rosse;
- pas de deux filles delle Ragazze Blu;
- finale con tutto il cast.
Nonostante la presenza di Fonteyn ed Helpmann nel loro romantico pas de deux, la vera stella del balletto è stato Turner. Il motivo è questo: l'obiettivo principale di Ashton era quello di creare un pezzo forte per farlo prevalere su tutto il repertorio del Ballet Russe de Monte Carlo mostrato a Londra l'estate precedente, quindi mise a frutto le abilità tecniche del ballerino citato prima vedendo in lui un ballerino insolitamente dotato. Il suo ruolo è il più difficile da rappresentare, ovviamente insieme a quello delle Ragazze Blu. Inoltre ai Ragazzi Marroni venne assegnata una coreografia solitamente ballata dai solisti a differenza del restante cast, visto che le altre coreografie richiedono notevole progresso e resistenza.

## Storia
L'idea venne a Lambert, che era durante gli anni '30 il direttore d'orchestra della Royal Ballet, il quale influì molto l'orchestra e il corpo di ballo della compagnia. Lui si imbatté in un vecchio programma per un balletto del 1849 coreografato da Paolo Taglioni intitolato Les Plaisirs de l'Hiver, ou, Les Patineurs. Per creare lo spartito scelse alcuni estratti di due opere di Meyerbeer, Il profeta e L'étoile du nord riarrangiandoli in allegro. 
All'inizio la coreografia era affidata a Ninette de Valois, ma Ashton sentì Lambert suonare questi estratti con il pianoforte e le chiese se poteva prendere il suo posto. Lui sapeva poco riguardo al pattinaggio sul ghiaccio, ma uno dei ballerini, Miller, gli fece vedere dei movimenti, e li mise in pratica ballando per riscuotere successo. È riuscito tale da essere esibito praticamente sempre, soprattutto in Paesi come gli Stati Uniti, Canada, Sudafrica, Australia, Nuova Zelanda, Germania, Francia e Turchia.